# Pararge meone
Pararge meone är en fjärilsart som beskrevs av Eugen Johann Christoph Esper 1777. Pararge meone ingår i släktet Pararge och familjen praktfjärilar. Inga underarter finns listade i Catalogue of Life.